# 国家网络安全宣传周
国家网络安全宣传周是中国共产党中央网络安全和信息化领导小组办公室（中央网信办）与有关部门联合举办的一个年度活动，该活动于2014年首次开展。

## 历史
2014年11月24日至11月30日，首届国家网络安全宣传周开展。2016年3月17日，中央网信办、中华人民共和国教育部、工业和信息化部、公安部、国家新闻出版广电总局、共青团中央等六部门联合发布《关于印发〈国家网络安全宣传周活动方案〉的通知》，确定国家网络安全宣传周活动统一于每年9月份第三周举行。

## 历届活动
| 届别     | 年份 | 主题                           | 时间           | 举办方 | 主会场       | 备注          |
| -------- | ---- | ------------------------------ | -------------- | --- | ------------ | ------------- |
| 第一届   | 2014 | 共建网络安全，共享网络文明     | 11月24日至30日 | 中央网信办、中央编办、教育部、科技部、工信部、公安部、中国人民银行、新闻出版广电总局等                                 | 北京市       | [ 1 ]         |
| 第二届   | 2015 | 共建网络安全，共享网络文明     | 6月1日至7日    | 中央网信办、中央编办、教育部、科技部、工信部、公安部、中国人民银行、新闻出版广电总局、共青团中央、科协                 | 北京市       | [ 4 ] [ 5 ]   |
| 第三届   | 2016 | 网络安全为人民，网络安全靠人民 | 9月19日至25日  | 中央网信办、教育部、工信部、新闻出版广电总局、共青团中央                                                               | 湖北省武汉市 | [ 6 ] [ 7 ]   |
| 第四届   | 2017 | 网络安全为人民，网络安全靠人民 | 9月16日至24日  | 中共中央宣传部、中央网信办、教育部、工信部、公安部、中国人民银行、新闻出版广电总局、全国总工会、共青团中央             | 上海市       | [ 8 ] [ 9 ]   |
| 第五届   | 2018 | 网络安全为人民，网络安全靠人民 | 9月17日至23日  | 中共中央宣传部、中央网信办、教育部、工信部、公安部、中国人民银行、新闻出版广电总局、全国总工会、共青团中央、全国妇联   | 四川省成都市 | [ 10 ] [ 11 ] |
| 第六届   | 2019 | 网络安全为人民，网络安全靠人民 | 9月16日至22日  | 中共中央宣传部、中央网信办、教育部、工信部、公安部、中国人民银行、国家广播电视总局、全国总工会、共青团中央、全国妇联   | 天津市       | [ 12 ] [ 13 ] |
| 第七届   | 2020 | 网络安全为人民，网络安全靠人民 | 9月14日至20日  | 中共中央宣传部、中央网信办、教育部、工信部、公安部、中国人民银行、国家广播电视总局、全国总工会、共青团中央、全国妇联等 | 河南省郑州市 | [ 14 ]        |
| 第八届   | 2021 | 网络安全为人民，网络安全靠人民 | 10月11日至17日 | 中共中央宣传部、中央网信办、教育部、工信部、公安部、中国人民银行、国家广播电视总局、全国总工会、共青团中央、全国妇联等 | 陕西省西安市 | [ 15 ] [ 16 ] |
| 第九届   | 2022 | 网络安全为人民，网络安全靠人民 | 9月5日至11日   | 中共中央宣传部、中央网信办、教育部、工信部、公安部、中国人民银行、国家广播电视总局、全国总工会、共青团中央、全国妇联   | 安徽省合肥市 | [ 17 ] [ 18 ] |
| 第十届   | 2023 | 网络安全为人民，网络安全靠人民 | 9月10日至17日  | 中共中央宣传部、中央网信办、教育部、工信部、公安部、中国人民银行、国家广播电视总局、全国总工会、共青团中央、全国妇联   | 福建省福州市 | [ 19 ]        |
| 第十一届 | 2024 | 网络安全为人民，网络安全靠人民 | 9月9日至15日   | 中共中央宣传部、中央网信办、教育部、工信部、公安部、中国人民银行、国家广播电视总局、全国总工会、共青团中央、全国妇联   | 广东省广州市 | [ 20 ]        |